# Viodos-Abense-de-Bas

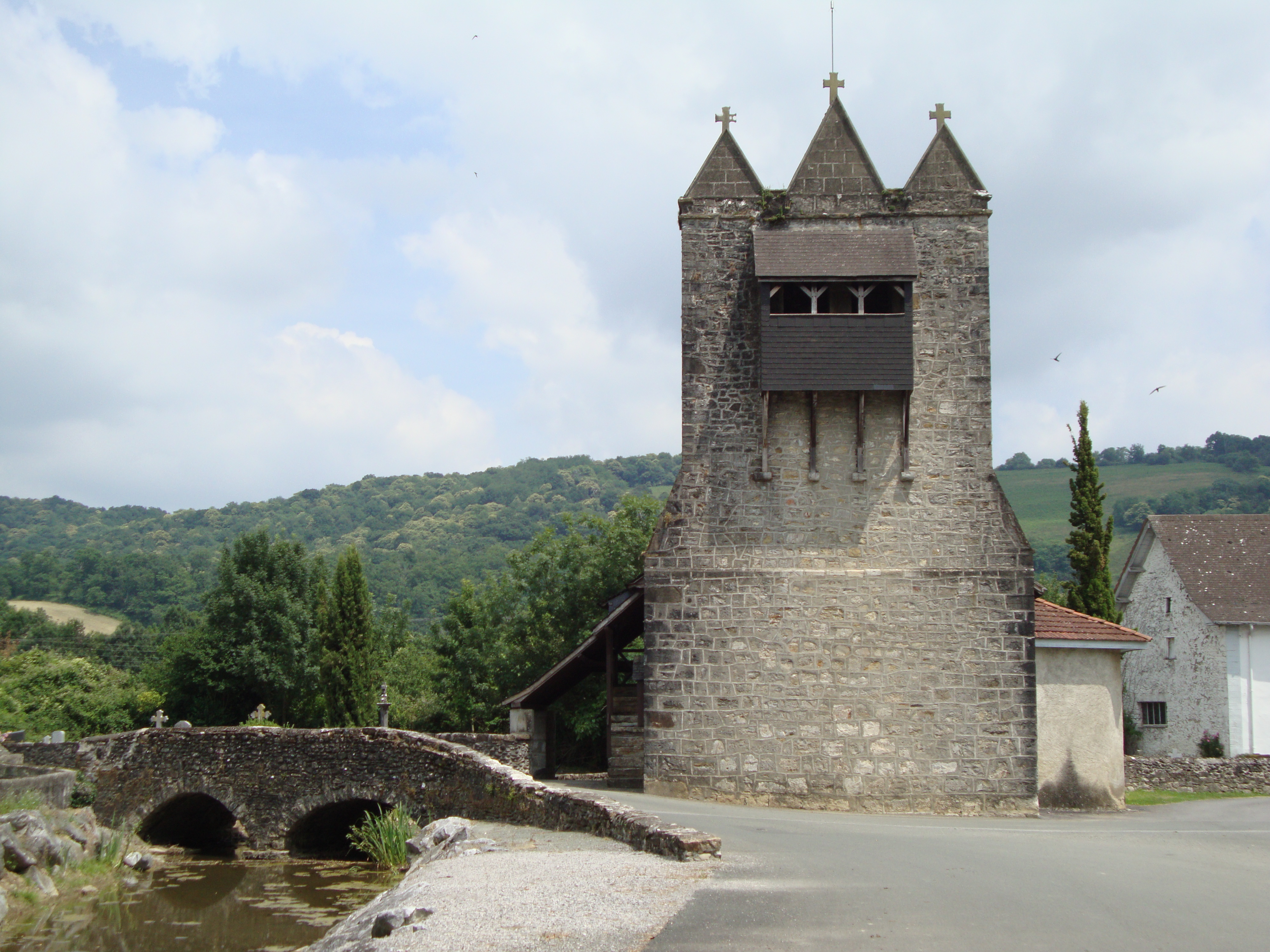
Abense-de-Bas – Eglise de l’Assomption

Viodos-Abense-de-Bas (baskisch: Bildoze-Onizepea) ist eine südwestfranzösische Gemeinde mit 748 Einwohnern (Stand 1. Januar 2022) im Département Pyrénées-Atlantiques im französischen Teil des Baskenlandes in der Region Nouvelle-Aquitaine.

## Lage
Die Doppelgemeinde Viodos-Abense-de-Bas liegt in der historischen Provinz Soule unweit des Flusses Saison knapp vier Kilometer (Fahrtstrecke) in nördlicher Richtung von der Kantonshauptstadt Mauléon-Licharre entfernt in einer Höhe von ca. 130 m. Das Wetter ist gemäßigt, Regen (ca. 1010 mm/Jahr) fällt übers Jahr verteilt.

## Bevölkerungsentwicklung
| Jahr      | 1800 | 1851 | 1901 | 1954 | 1999 | 2015 |
| Einwohner | 408  | 817  | 663  | 669  | 743  | 726  |

Trotz der Mechanisierung der Landwirtschaft im 20. Jahrhundert ist die Bevölkerungszahl der Gemeinde weitgehend konstant geblieben.

## Wirtschaft
Wie die meisten kleineren Gemeinden im Baskenland ist der Ort immer noch in hohem Maße landwirtschaftlich orientiert, wobei die Weidewirtschaft eindeutig im Vordergrund steht. Er gehört zu einem begrenzten Gebiet, in welchem die baskische Käsesorte Ossau-Iraty, ein Schnittkäse aus Schafsmilch, hergestellt wird.

## Geschichte
Jacques de Bela, ein Chronist aus dem 17. Jahrhundert, erwähnt, dass die Bewohner mehrerer Dörfer der historischen Provinz Soule ihre schriftlich niedergelegten Rechte und Privilegien wohlverschlossen in der Kirche von Viodos aufbewahrt hielten. Beide Nachbardörfer waren über Jahrhunderte eigenständig, schlossen sich aber im Jahr 1842 zu einer Gemeinde zusammen.

## Sehenswürdigkeiten
- Die einschiffige Kirche Saint-André stammt wohl aus dem 16. Jahrhundert und hat einen – im Gebiet der ehemaligen Provinz Soule häufig anzutreffenden – Glockengiebel mit drei Spitzen (clocher trinitaire), die jedoch durch ein umlaufendes Gesims vom Unterbau getrennt sind. Hinter der Fassade befindet sich eine große Glockenstube aus Holz. Wie die meisten Dorfkirchen des Baskenlandes hat auch die Kirche von Viodos kein steinernes Gewölbe, sondern stattdessen einen hölzernen Dachstuhl mit einer abgehängten Deckenverkleidung. Außerdem gibt es keine halbrunde Apsis, sondern nur einen geraden Chorschluss. Darüber hinaus fehlt – wie im Baskenland üblich – am Außenbau und am Portal jeglicher figürlicher oder sonst wie dekorativer Schmuck.
- Die nur einschiffige Kirche von Abense ist der Himmelfahrt Mariens (Assomption) geweiht und besitzt ebenfalls einen Clocher trinitaire mit einer vorgehängten hölzernen Glockenstube, die als Schutz der Glocken vor den häufigen Regenfällen diente. Es gibt keinen Eingang auf der Westseite; stattdessen betrat man die apsislose Kirche von der Nordseite aus. Das hölzerne Altarretabel im Innern der Kirche ist ein kleines Meisterwerk bäuerlicher Barockkunst des 18. Jahrhunderts. Auf dem örtlichen Friedhof finden sich einige der für weite Teile des Baskenlandes typischen Grabstelen (hilarri). Unmittelbar neben der Kirche steht eine – im Baskenland eher seltene – mittelalterliche Steinbrücke.